# Pyrinia yerma
Pyrinia yerma là một loài bướm đêm trong họ Geometridae.